# Unirea Dej
Club Sportiv Unirea Dej – rumuński klub siatkarski z miejscowości Dej. Założony został w 1921 roku. Obecnie występuje w najwyższej klasie rozgrywek klubowych w Rumunii (Divizia A).

## Historia

### Rozgrywki krajowe
| Sezon     | Rozgrywki  | Miejsce    |
| --------- | ---------- | ---------- |
| 2008/2009 | Divizia A1 | 7. miejsce |
| 2009/2010 | Divizia A1 | 4. miejsce |

### Rozgrywki międzynarodowe
| Sezon     | Rozgrywki        | Miejsce |
| --------- | ---------------- | ------- |
| 2010/2011 | Puchar Challenge |         |

## Medale, tytuły, trofea
brak

## Kadra w sezonie 2009/2010
- Pierwszy trener:  Tiberiu Szilagy

| Nr | Imię i nazwisko     | Data ur. | Wzrost | Pozycja      |
| -- | ------------------- | -------- | ------ | ------------ |
| 1  | Razvan-Ioan Purice  | 1977     | 201    | uniwersalny  |
|    | Alexandru Halchin   | 1980     | 187    | rozgrywający |
|    | Marin Lescov        | 1990     | 190    | rozgrywający |
|    | Ciprian Neamț       | 1981     | 195    | środkowy     |
|    | Vasile-Adrian Gagea | 1989     | 193    | uniwersalny  |
|    | Denis Sintow        | 1980     | 192    | przyjmujący  |
|    | Dragos Raileanu     | 1991     | 192    | rozgrywający |
|    | Liviu Cristudor     | 1987     | 195    | przyjmujący  |
|    | Marian Horvat       | 1991     | 194    | środkowy     |
|    | Dmitrii Bahov       | 1990     | 196    | środkowy     |